# Giovanni Battista De Toni
Pour les articles homonymes, voir De Toni.
Giovanni Battista De Toni dont le prénom est parfois orthographié « Batista, » (né à Venise le 2 janvier 1864 et mort à Modène le 31 juillet 1924) est un botaniste, médecin et chimiste italien.

## Biographie
Diplômé en médecine et en chimie de l'université de Padoue, Giovanni Battista De Toni s'intéresse d'abord à la mycologie et contribue au Sylloge Fungorum omnium husque cognitorum de Pier Andrea Saccardo. Plus tard, il se tourne vers la phycologie et, en 1889, commence la publication d'un Sylloge cognitarum algarum hucusque qui a duré jusqu'en 1905, et où il consigne l'état de l'art de son temps. Il est également actif dans le domaine de la recherche en botanique, en anatomie et pathologie végétale. Après avoir été professeur de botanique à Camerino et à Sassari, en 1903 il devient professeur de botanique à l'université de Modène, et directeur-adjoint du Jardin botanique de Modène.
De 1886 à 1896, il publie Notarisia en complément à la revue d'océanographie Neptunia. En 1890, il fonde La Nuova Notarisia, revue trimestrielle consacrée à l'étude des algues, qu'il dirige jusqu'en 1923. Outre la partie systématique, le magazine s'intéresse à l'écologie, avec fréquemment des articles sur, par exemple, la répartition des algues marines ou leur relation avec l'environnement.
De Toni est aussi un historien de la botanique ; il rassemble des documents importants, en particulier concernant les travaux du naturaliste Ulisse Aldrovandi et les intérêts de Leonardo da Vinci.

## Œuvres
Giovanni Battista De Toni a produit quelque 430 publications dont 130 sont consacrées à l'histoire de la botanique.

### Mycologie
- P.A. Saccardo et al., Sylloge Gasteromycetum, Phycomycetum et Myxomycetum, Sylloge Fungorum omnium hucusque cognitorum, vol. 7, 882 p.

### Phycologie
- Flora Algologica della Venezia, Venezia, 1885
- L'Algarium zanardini, Venzia, 1888, 144 p.
- Sylloge algarum hucusque cognitarum, Patavii, 6 vol., 1889-124.
- Flora algologica della Libia italiana, Venezia, 1914
- Catalogo della Alghe raccolte nella regione di Bengasi dal R.P.D. Vito Zanon, Venezia, 1916, 22 p.

…

### Histoire de la botanique
- Il carteggio degli Italiani col botanico Carlo Clusio nelle bibliotheca Leidense, Modena, 1911, 159 p.

…

## Source
- (it) Cet article est partiellement ou en totalité issu de l’article de Wikipédia en italien intitulé « Giovanni Battista De Toni » (voir la liste des auteurs).